# Megalomys luciae
Megalomys luciae là một loài động vật có vú trong họ Cricetidae, bộ Gặm nhấm. Loài này được Major mô tả năm 1901.